# NGC 2221
NGC 2221 este o interacțiune de galaxii situată în constelația Pictorul. A fost descoperită în 4 decembrie 1834 de către John Herschel.